# کوین اوهالوران
کوین اوهالوران (به انگلیسی: Kevin O'Halloran) (۳ مارس ۱۹۳۷ — ۵ ژوئیه ۱۹۷۶) شناگر اهل کشور استرالیا بود. او دارنده یک مدال طلا در المپیک تابستانی ۱۹۵۶ است.

## مرگ
در سال ۱۹۷۶ جسدش در کنار تفنگی یافت شد و مشخص گردید که در حال کار تصادفاً به خودش شلیک کرده بوده است.